# Hermann Gundert (Philologe)
Hermann Gundert (* 30. April 1909 in Tokio; † 10. Oktober 1974 in Freiburg im Breisgau) war ein deutscher klassischer Philologe, der als Professor an der Universität Freiburg wirkte (1949–1974). Er ist besonders als Platon-Forscher bekannt.

## Leben
Hermann Gundert entstammte einer traditionsreichen Familie des württembergischen Protestantismus. Sein Vater war der Ostasienwissenschaftler Wilhelm Gundert (1880–1971), der seit 1906 als Missionar in Japan wirkte. Hermann Gundert besuchte das Eberhard-Ludwigs-Gymnasium in Stuttgart und legte 1927 die Reifeprüfung ab. Anschließend studierte er Klassische Philologie, Philosophie und Geschichte an der Ruprecht-Karls-Universität Heidelberg, der Ludwig-Maximilians-Universität München und der Georg-August-Universität Göttingen. Besonders prägend war für ihn die Zeit in Heidelberg, wo er sich an Otto Regenbogen anschloss. Bei ihm wurde er 1932 mit der Dissertation Pindar und sein Dichterberuf promoviert. Anschließend arbeitete Gundert als Wissenschaftlicher Assistent in Heidelberg. Seine Habilitation erreichte er 1939 mit der Arbeit Platons Theia Moira I. Das Göttliche in der geschichtlichen Welt.
Am Zweiten Weltkrieg nahm Gundert als Offizier (zuletzt Oberleutnant) teil und war in Frankreich stationiert, wo er auch an Hochschulkursen teilnahm. 1942 nahm er einen Ruf der Albert-Ludwigs-Universität Freiburg auf den Lehrstuhl für Klassische Philologie an, der seit der Zwangspensionierung von Eduard Fraenkel 1934 vakant war. Gundert wurde mit Wirkung zum 1. September 1942 zum außerordentlichen Professor und Lehrstuhlinhaber ernannt, konnte die Stelle jedoch vorerst nicht antreten. Erst zum 8. Juli 1944 wurde Gundert entlassen und meldete sich als unabkömmlich (uk) beim Planungsamt des Reichsforschungsrates.
Nach dem Krieg wurde Gundert vorerst aus dem Lehramt entlassen, da er November 1933 der SA und zum 1. Februar 1934 der NSDAP (Mitgliedsnummer 3.401.515) beigetreten war. Gundert selbst gab gegenüber der Militärregierung an, dass er sich zwar als Student zögernd der NSDAP angeschlossen habe, die Gefahren dieser Bewegung jedoch gesehen habe und niemals politisch hervorgetreten sei. In die SA sei er „als Ausgleich gegen [s]eine rein geistige Beschäftigung und zurückgezogene Lebensweise“ eingetreten, habe aber an keinen Terroraktionen teilgenommen. Sein Rang als Truppführer sei eine automatische Angleichung an seinen Wehrmachtsrang gewesen. Gunderts Erklärung wurde von der Kommission der Militärregierung akzeptiert und er wurde bereits Ende 1945 wieder in den Lehrbetrieb eingegliedert. Zum 26. April 1949 wurde er zum Lehrstuhlinhaber und ordentlichen Professor der Gräzistik in Freiburg ernannt. Hier wirkte Gundert ein Vierteljahrhundert bis zu seiner Emeritierung am 30. September 1974. Wenige Tage später, am 10. Oktober, starb er nach kurzer, schwerer Krankheit.
Besonders in seiner Freiburger Zeit widmete sich Gundert der griechischen Philosophie und insbesondere Platon. Ein Verzeichnis seiner Schriften findet sich in der Festschrift, die von seinen Schülern Klaus Döring und Wolfgang Kullmann zu seinem 65. Geburtstag herausgegeben wurde (Studia Platonica, Amsterdam 1974, S. 303ff.). Seine kleinen Schriften zu Platon erschienen nach seinem Tod in einem Sammelband mit dem Titel Platonstudien (Amsterdam 1977, herausgegeben von Klaus Döring und Felix Preißhofen).